# Roumanie aux Jeux paralympiques d'hiver de 2010
Cet article présente des informations sur la participation et les résultats de la Roumanie aux Jeux paralympiques d'hiver de 2010.

## Médailles
L'équipe roumaine n'a remporté aucune médaille.

## Engagés par sport

### Ski alpin
Femmes
- Laura Valeanu

## Source
- Site officiel des JP d'hiver de Vancouver 2010